# Rodolphe Ier (margrave de la Marche du Nord)
Pour les articles homonymes, voir Rodolphe Ier.
Rodolphe Ier de Stade (mort le 7 décembre 1124), Margrave de la Marche du Nord et Comte de Stade.

## Biographie
Rodolphe est le fils de  Lothaire-Udo II, et d'Oda de Werl, fille de Hermann III, comte de Werl, et de Richenza de Souabe.  Rodolphe est le frère de ses prédécesseurs les margraves Henri Ier le Long et Lothaire-Udo III.
En 1106 Rodolphe devient margarve de la Marche du Nord et comte de Stade après la mort de son frère Lothaire-Udo III, comme régent et gardien du fils de Lothaire le jeune Henri II. Le comté de Stade était lui effectivement administré par Frédéric comte de Stade pendant la minorité de Henri II.
En 1112, Rodolphe s'allie avec Lothaire de Supplinbourg, alors duc de Saxe et futur empereur du Saint-Empire dans son opposition à l'empereur Henri V du Saint-Empire, et il est privé de ses titres. Il est remplacé comme margrave par Hilperich fils du Dietrich comte de Plötzkau. Il est rétabli de 1113  jusqu'en 1114 lorsque son neveu est en âge de reprendre son héritage.
Rodolphe épouse Richardis (ou Richgard), fille de Hermann de Sponheim, Burgrave de Magdebourg, et petite-fille de Siegfried Ier, comte de Sponheim.
Le couple a cinq enfants :
- Udo IV, Margrave de la Marche du Nord et comte de Stade (sous le nom d'Udo V)
- Rodolphe II, Margrave de la Marche du Nord et comte de Stade
- Hartwig Ier de Stade, archevêque de Brême
- Luitgard de Stade, épouse Frédéric II, comte de Sommerschenbourg,  Eric III, roi de Danemark et Hermann II de Winzenbourg.
- Richardis de Stade, Abbesse à Bassum et proche confidente de Sainte Hildegarde de Bingen.